# Aubepierre-sur-Aube
Aubepierre-sur-Aube és un municipi francès situat al departament de l'Alt Marne i a la regió del Gran Est. L'any 2007 tenia 202 habitants.

## Demografia

### Població
El 2007 la població de fet d'Aubepierre-sur-Aube era de 202 persones. Hi havia 89 famílies de les quals 34 eren unipersonals (13 homes vivint sols i 21 dones vivint soles), 34 parelles sense fills i 21 parelles amb fills.
La població ha evolucionat segons el següent gràfic:
Habitants censats

### Habitatges
El 2007 hi havia 138 habitatges, 94 eren l'habitatge principal de la família, 30 eren segones residències i 14 estaven desocupats. 136 eren cases i 2 eren apartaments. Dels 94 habitatges principals, 81 estaven ocupats pels seus propietaris, 11 estaven llogats i ocupats pels llogaters i 2 estaven cedits a títol gratuït; 2 tenien dues cambres, 11 en tenien tres, 24 en tenien quatre i 56 en tenien cinc o més. 66 habitatges disposaven pel capbaix d'una plaça de pàrquing. A 36 habitatges hi havia un automòbil i a 40 n'hi havia dos o més.

### Piràmide de població
La piràmide de població per edats i sexe el 2009 era:
| Homes | Edats   | Dones |
| ----- | ------- | ----- |
| 0     | 95 o +  | 0     |
| 0     | 90 a 94 | 12    |
| 0     | 85 a 89 | 4     |
| 4     | 80 a 84 | 0     |
| 8     | 75 a 79 | 12    |
| 4     | 70 a 74 | 12    |
| 4     | 65 a 69 | 4     |
| 4     | 60 a 64 | 4     |
| 0     | 55 a 59 | 0     |
| 8     | 50 a 54 | 4     |
| 4     | 45 a 49 | 4     |
| 8     | 40 a 44 | 0     |
| 20    | 35 a 39 | 16    |
| 0     | 30 a 34 | 4     |
| 8     | 25 a 29 | 0     |
| 4     | 20 a 24 | 4     |
| 4     | 15 a 19 | 0     |
| 12    | 10 a 14 | 0     |
| 4     | 5 a 9   | 8     |
| 4     | 0 a 4   | 16    |

## Economia
El 2007 la població en edat de treballar era de 114 persones, 87 eren actives i 27 eren inactives. De les 87 persones actives 78 estaven ocupades (39 homes i 39 dones) i 7 estaven aturades (3 homes i 4 dones). De les 27 persones inactives 11 estaven jubilades, 7 estaven estudiant i 9 estaven classificades com a «altres inactius».

### Ingressos
El 2009 a Aubepierre-sur-Aube hi havia 92 unitats fiscals que integraven 197 persones, la mediana anual d'ingressos fiscals per persona era de 15.155 €.

### Activitats econòmiques
Dels 2 establiments que hi havia el 2007, 1 era d'una empresa de fabricació d'altres productes industrials i 1 d'una empresa d'hostatgeria i restauració.
L'any 2000 a Aubepierre-sur-Aube hi havia 6 explotacions agrícoles.

## Poblacions més properes
El següent diagrama mostra les poblacions més properes.